# 圖克雷斯
圖克雷斯是哥倫比亞的城鎮，位於該國西部，由納里尼奧省負責管轄，距離首府帕斯托72公里，面積220平方公里，海拔高度3,104米，2005年人口41,205。
1°05′N 77°37′W / 1.083°N 77.617°W